# Florent Boutte
Florent Boutte es un deportista francés que compitió en ciclismo en la modalidad de BMX. Ganó dos medallas de bronce en el Campeonato Mundial de Ciclismo BMX de 1996 y seis medallas en el Campeonato Europeo de Ciclismo BMX entre los años 1998 y 2005.

## Palmarés internacional
| Campeonato Mundial | Campeonato Mundial          | Campeonato Mundial | Campeonato Mundial |
| Año                | Lugar                       | Medalla            | Competición        |
| ------------------ | --------------------------- | ------------------ | ------------------ |
| 1996               | Brighton (Reino Unido)      | Medalla de bronce  | Carrera            |
| 1996               | Brighton (Reino Unido)      | Medalla de bronce  | Cruiser            |
| Campeonato Europeo |                             |                    |                    |
| Año                | Lugar                       | Medalla            | Competición        |
| 1998               | Schwedt (Alemania)          | Medalla de bronce  | Carrera            |
| 1999               | Valkenswaard (Países Bajos) | Medalla de bronce  | Carrera            |
| 2000               | Mandeure (Francia)          | Medalla de plata   | Carrera            |
| 2001               | Ginebra (Suiza)             | Medalla de oro     | Carrera            |
| 2002               | Esselbach (Alemania)        | Medalla de oro     | Carrera            |
| 2005               | Echichens (Suiza)           | Medalla de bronce  | Carrera            |